# Bupleurum constancei
Bupleurum constancei är en flockblommig växtart som beskrevs av Nasir. Bupleurum constancei ingår i släktet harörter, och familjen flockblommiga växter. Inga underarter finns listade i Catalogue of Life.